# Општина Миеркуреа Ниражулуј (Муреш)
Миеркуреа Ниражулуј (рум. Miercurea Nirajului) општина је у Румунији у округу Муреш.
Oпштина се налази на надморској висини од 384 m.